# 猟人日記 (戸川昌子)
『猟人日記』（りょうじんにっき）は、1963年に発表された戸川昌子による小説、及びそれを原作とした1964年公開の日本映画・1983年放送のテレビドラマ化作品である。
1969年には、香港のショウ・ブラザーズ製作により映画化されている。

## 映画
1964年公開。日活製作・配給。原作の戸川自身も出演している。

### キャスト
- 本田一郎：仲谷昇
- 本田種子：戸川昌子
- 畑中健太郎：北村和夫
- 藤睦子：十朱幸代
- 尾花常子：小園蓉子
- 津田君子：茂手木かすみ
- 山崎幸太郎：中尾彬
- 岸輝子
- 山本陽子
- 稲野和子
- 高田敏江
- 山田吾一
- 鈴木瑞穂
- 松下達夫
- 庄司永建
- 青木富夫
- 丸山明宏
- ナレーター：小池朝雄

### スタッフ
- 監督：中平康
- 脚本：浅野辰雄
- 音楽：黛敏郎
- 録音：橋本文雄

## テレビドラマ
1983年3月26日に「ザ・サスペンス」（TBS）にて放送。

### キャスト
- 本田一郎：鹿賀丈史
- 本田杏子：佳那晃子
- 畑中建太郎：西村晃
- 小糸直子：友里千賀子
- 尾花咲子：叶和貴子
- 進士一：中島久之

### スタッフ
- 監督：野村孝
- 脚本：安本莞二

| スタブアイコン | サブスタブ | この項目は、まだ閲覧者の調べものの参照としては役立たない、文学に関連した書きかけの項目です。この項目を加筆・訂正などしてくださる協力者を求めています（P:文学、PJ:ライトノベル）。項目が小説家・作家の場合には{Writer-substub}を、文学作品以外の本・雑誌の場合には{Book-substub}を貼り付けてください。 |

| スタブアイコン | サブスタブ | この項目は、まだ閲覧者の調べものの参照としては役立たない、映画に関連した書きかけの項目です。この項目を加筆・訂正などしてくださる協力者を求めています（P:映画/PJ:映画）。 |

| スタブアイコン | サブスタブ | この項目は、まだ閲覧者の調べものの参照としては役立たない、テレビ番組に関連した書きかけの項目です。この項目を加筆・訂正などしてくださる協力者を求めています（P:テレビ/PJ:放送または配信の番組）。 |